# Proclorperazina
La proclorperazina es un antipsicótico típico que actúa como antagonista del receptor D2 de la dopamina. Es un derivado de piperazinfenotiazina. Tiene actividad antiemética y antivertigo.

## Usos
Se usa con poca frecuencia como antipsicótico, pero a dosis más bajas se emplea para tratar náuseas, vómitos, vértigo y trastornos laberínticos severos. También se ha empleado off label para tratar migrañas agudas en departamentos de urgencias médicas. Incluso se ha notado que puede superar a la hidromorfona I.V. si se aplica intravenosamente junto con difenhidramina, un antihistamínico, razón por la cual se está estudiando esta combinación de fármacos.

## Uso en embarazo y lactancia
Embarazo
Aunque hay informes aislados de defectos congénitos en niños expuestos a la proclorperazina en el útero, la mayoría de la evidencia indica que este fármaco, y la clase general de las fenotiazinas, es de bajo riesgo tanto para la madre como para el feto si se usa de manera ocasional y en dosis bajas. Otros revisores también concluyeron que las fenotiazinas no son teratogénicas. De cualquier, aunque se esperan resultados concluyentes bien controlados, el uso de fármacos antipsicóticos durante el embarazo y la lactancia puede justificarse solo si su beneficio supera esos posibles riesgos.
Lactancia
No se han localizado reportes que describan la excreción de proclorperazina en la leche materna. Sin embargo, se sabe que otras fenotiazinas aparecen en la leche humana (por ejemplo, la clorpromazina), por lo que se debe esperar la excreción de proclorperazina. La sedación es un efecto posible en el lactante. Algunas revisiones mencionan que el fármaco tiene potencial de toxicidad.